# باولو ريفيرا
باولو ريفيرا (بالإنجليزية: Paolo Rivera)‏ هو رسام بالرصاص أمريكي، ولد في 1981 في دايتونا بيتش في الولايات المتحدة.

## وصلات خارجية
- الموقع الرسمي